# Panamericana (Film)
Panamericana ist ein Schweizer Dokumentarfilm von Severin Frei und Jonas Frei aus dem Jahr 2010. Der Kinostart in der Schweiz war am 9. September 2010 durch MovieBiz Films und in Deutschland am 30. Oktober 2014 durch One Filmverleih. Einen ähnlichen Namen hat der Film Panamericana – Traumstraße der Welt von Hans Domnick.

## Inhalt
Der Film erzählt Geschichten aus dem Leben auf und rund um den Panamerican Highway. Die Reise beginnt in Laredo (USA) und führt durch Mittel- und Südamerika nach Buenos Aires (Argentinien).

## Soundtrack
Der Soundtrack des Films wurde von El Siete produziert.
1. Via Panam (Titelsong) (04:14) – von El Siete feat. Delinquent Habits
2. Amor (03:22) – von Manu Vazquez
3. Llama a la Chota (03:44) – von El Elote
4. Valparaíso (Live) (03:24) – von Jorge Medina
5. Desilusión (04:45) – von Jayac
6. Nuestro Juramento (03:19) – von Joaquin Cabrera
7. Difunta Correa (Live) (02:54) – von Francesca
8. Camino a Guanajuato (03:06) – von Joaquin Cabrera
9. No te Olvides (04:29) – von Jayac
10. Beat Andino (02:31) – von Andino
11. Adoro (Live) (02:52) – von Jorge Medina
12. Creo (03:14) – von Joaquin Cabrera
13. Bienvenido (04:43) – von Corina feat. El Siete
14. Historia (Live) (02:58) – von Jorge Medina
15. Que bonita es esta vida (02:47) – von Joaquin Cabrera
16. Destino cruel (06:18) – von Jayac
17. Animitas (03:31) – von Francesca feat. El Siete
18. Te fuiste (03:48) – von Jayac
19. Guapa y linda (02:51) – von Manu Vazquez
20. Guantanamera (04:34) – von Puerto Cuba
21. Marimba (Live) (02:57) – von Banda en vivo

## Kritik
OutNow zieht das Fazit: „Panamericana ist grundsätzlich sehr interessant und darf durchaus als gelungen beurteilt werden. Mit erklärenden Worten wäre das Ganze noch besser geworden. So bleiben schöne Eindrücke, herrliche Musik und tolle Bilder.“
Epd Film kritisiert den Film als „impressionistisches Geplänkel“, dessen Recherche kaum über das Touristische hinausgehe.